# 2146 Stentor
2146 Stentor eller 1976 UQ är en trojansk asteroid i Jupiters lagrangepunkt L4. Den upptäcktes 24 oktober 1976 av den danske astronomen Richard West vid La Silla-observatoriet. Den är uppkallad efter Stentor i den grekiska mytologin.
Asteroiden har en diameter på ungefär 50 kilometer.